# ابيل مامو
ابيل مامو (9 يونيو 1994 بإثيوبيا - ) هو لاعب كرة قدم إثيوبي في مركز حراسة المرمى.